# 衛靈夫人
衛靈夫人，春秋时期卫国衛靈公之夫人。
衛靈公與夫人夜间相坐，听到車聲轔轔，至宫門的闕前就停止，過闕重新有聲。靈公問夫人：「知道这是誰吗？」夫人说：「此必蘧伯玉。」靈公問：「你怎么知道？」夫人曰：「妾听说：臣下过君主之门，必下车马，以示敬意。忠臣孝子，不因为人人都看得到而表现自己的节操，不因为别人看不见而堕毁自己的德行。蘧伯玉是衛国的賢大夫也。仁而有智，敬於事上。此其人必不因为夜间就廢弃禮义，由是知道是他。」靈公派人去看，果然是蘧伯玉。靈公回来给夫人开玩笑：「不是他。」夫人喝了杯酒拜賀靈公，靈公問：「你有什么来賀寡人的？」夫人说：「开始妾只以為衛国有蘧伯玉，现在衛国还有和他一样的人，这样国君就有两位賢臣了。國家多賢臣，是國家之福也。妾以此相賀。」于是把实情告诉夫人。文献没有说明衛靈夫人。她与后来的衛靈公夫人南子或为两人，是衛靈公之前的夫人。